# Adalbert Welte
Adalbert Welte (30 de junho de 1902, em Frastanz - 9 de julho de 1969, em Hard) foi um escritor e funcionário público austríaco.

## Sua vida
Adalbert Welte vinha de uma familia com antepassados Walser, um grupo de pessoas que vivia em alpes na Áustria.
Adalbert inicinou sua atividade profissional como arquivista e trabalhou de 1945 a 1967 em Vorarlberg como um bibliotecário e limitava o seu trabalho literário apenas como lazer.
Ele foi autor de romances históricos sobre a história da migração Walser ( "Die große Flucht" - 1939 ) e de 1945 a 1969 ele foi editor da Vorarlberger. Welte também escreveu vários romances e peças de rádio.
Adalbert Welte, morreu em 9 Julho 1969 com 67 anos e encontrou seu lugar de descanso final em hard, na Áustria.

## Prêmios e menções
- 1965 - Johann-Peter-Hebel-Preis

## Obras
- 1927 - An Mariens Mutterhand ins ewige Vaterland (A mãe de Mary em eterna Pátria)
- 1933 - Das dunkle Erbe (O legado escuro)
- 1936 - Das Wirkliche (O Real)
- 1939 - Die große Flucht (A grande fuga)
- 1949 - Wer Wind sät (Aqueles que semeiam ventos)
- 1953 - Schatten überm Dorf (Sombra sobre a aldeia)
- 1967 - Der Ring mit dem Alexandrit (Alexandrite e o anel)

## Literatura
- Thomas Welte: Adalbert Welte 1902-1969. In: Rheticus. 24. Jg. H. 1. ISBN 3-900866-76-7